# Sphärolith

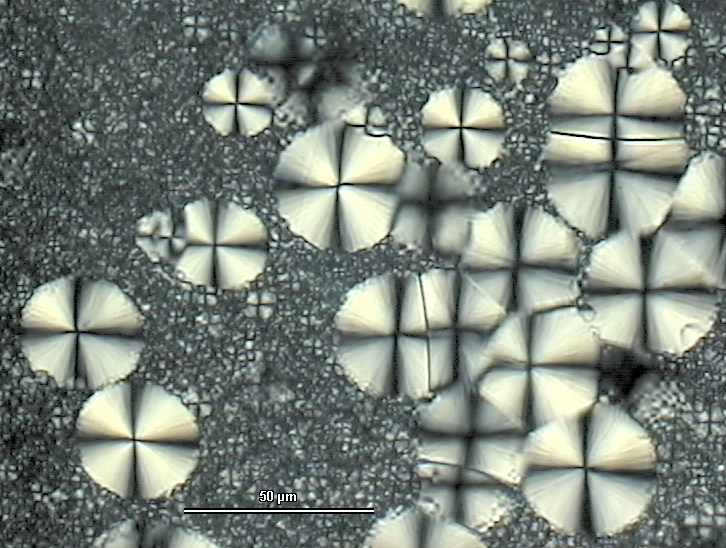
Sphärolithstrukturen von Polyamid 6.6 im Polarisationskontrast

Der Begriff Sphärolith (von altgriechisch σφαῖρα sphaîra ‚Kugel‘ und altgriechisch λίθος líthos ‚Stein‘) bezeichnet allgemein ein kugeliges oder strahliges Kristallaggregat. In der Polymerphysik wird als Sphärolith eine für thermoplastische Kunststoffe typische kugelförmige Überstruktureinheit bezeichnet, in der Kristallite radialsymmetrisch angeordnet und über amorphe Zwischenbereiche fest verbunden sind. Die Größe und die Anzahl der Sphärolithe in einem Werkstück beeinflusst ganz wesentlich dessen mechanische und optische Eigenschaften.

## Entstehung
Sphärolithe können sich beim Abkühlen von Schmelzen thermoplastischer Kunststoffe bilden. Die Neigung zur Kristallisation ist von der Polymerart, d. h. von der Anordnung der Atome, Moleküle, bzw. der funktionalen Gruppen in der Molekülkette abhängig. Beispiele für Polymere, die Sphärolithstrukturen ausbilden können, sind: Polyamid 6, Polypropylen (PP), Polyoxymethylen (POM), Polyethylen (PE) oder Polybutylenterephthalat (PBT). In diesen Polymeren können sich Molekülketten regelmäßig zueinander anordnen und damit Kristallite bilden.
Die kristallinen Strukturen entstehen bevorzugt an Kristallisationskeimen und wachsen von ihrem Zentrum aus gleichförmig in alle Richtungen nach außen. Es bilden sich daher kugelförmige, radialsymmetrische Anordnungen. Ob sich Sphärolithe bilden und wie groß diese werden, hängt von der Art des Polymers und den Abkühlbedingungen in der Schmelze ab.
Bei langsamer Abkühlgeschwindigkeit bilden sich weniger Sphärolithe. Gleichzeitig haben diese aber viel Zeit zu wachsen und sind daher relativ groß. Bei rascher Abkühlung setzt die Kristallisation an vielen Stellen gleichzeitig ein. Da die Kristallisationstemperatur bei rascher Abkühlung schneller unterschritten wird, bleiben die Sphärolithe vergleichsweise klein. Bei manchen Polymeren wie zum Beispiel Polyamid (PA) oder Polybutylenterephthalat (PBT) kann eine relativ rasche Abkühlung an der Oberfläche zu einer Schicht mit geringerer Kristallinität oder sogar amorphen Strukturen im Randbereich führen.
Sphärolithe können nur solange wachsen, wie sie von amorphem Material umgeben sind. Werden die Sphärolithe so groß, dass sie sich berühren, so können sie sich in dieser Richtung nicht weiter ausdehnen. Es entstehen dann zwischen den Sphärolithen ebene Flächen.
Einen entscheidenden Einfluss auf die Sphärolithbildung haben Fremdsubstanzen und Verunreinigungen. Sie können als Keimbildner wirken und sorgen so für eine vermehrte Sphärolithbildung. In der Praxis werden daher dem Polymer zum Teil Nukleierungsmittel zugesetzt, um die Kristallisation deutlich zu beschleunigen. Gleichzeitig erfolgt die Erstarrung bei höherer Temperatur, was sich vorteilhaft auf Prozesszeiten beim Spritzguss auswirkt. Typische Konzentrationen von Nukleierungsmitteln liegen bei 0,1–0,5 %. Als Nukleierungsmittel werden häufig unlösliche anorganische Füllstoffe wie Metalloxide, Metallsalze, Silikate oder Bornitrid mit Teilchengrößen von ca. 3 μm dem Polymer beigemischt. Auch Füll- und Verstärkungsmittel und Farbmittel können keimbildend wirken. Daneben gibt es auch als sogenannte „Clarifier“ bezeichnete Nukleierungsmittel, die in der Schmelze gelöst sind. Die Nukleierungsdichte ist hier um Größenordnungen höher als bei nicht gelösten Additiven, so dass optisch wesentlich transparentere Materialien entstehen. Nukleierungsmittel werden meist empirisch gefunden und sind auf ein bestimmtes Polymer optimiert, d. h. ein Nukleierungsmittel für zum Beispiel Polypropylen funktioniert nicht unbedingt für Polyethylen.

## Aufbau und Struktur

Schematischer Aufbau einer Sphärolith-Struktur

Sphärolithe sind selbst keine Kristalle im kristallografischen Sinne, sondern stellen Aggregate (Anhäufungen) von sehr vielen, kleineren kristallinen Bereichen dar. Dieses konnte bei einzelnen Materialien durch Röntgenbeugung nachgewiesen werden. Die Größe der Sphärolithe alleine sagt weder etwas über die Kristallinität des Werkstoffs (Anteil kristallin zu amorph) noch über die Größe der eigentlichen Kristalle aus. Die Sphärolithgröße ist vielmehr ein Hinweis auf die Kristallisationsbedingungen im Polymer.
Die Kristallite sind radialsymmetrisch um das Zentrum angeordnet. Röntgenbeugungsexperimente kleinster Bereiche haben gezeigt, dass dabei die Polymerketten in den Sphärolithen mehr oder weniger tangential angeordnet sind. Der Mechanismus des Wachsens bei dem schrittweise nacheinander Ketten längsseits angelagert werden, entspräche dem Mechanismus der Kristallisation von kurzkettigen Paraffinen. Durch die parallele Anordnung der Ketten kommt es in den Kristallen zu doppelbrechenden Eigenschaften (Formdoppelbrechung), d. h. der Brechungsindex in Radialrichtung unterscheidet sich von der Tangentialrichtung.
Neben sphärolithischen Überstrukturen sind bei manchen Polymeren (zum Beispiel Polypropylen) auch dendritische Überstrukturen bekannt. Sie bilden sich, wenn ein starker Temperaturgradient in der Probe vorliegt. Die Kristallisation beginnt im kälteren Bereich und die kristallinen Bereiche wachsen in Richtung der Bereiche mit höherer Temperatur. Dieses führt zu gerichtetem, dendritischem Kristallwachstum.

## Auswirkungen

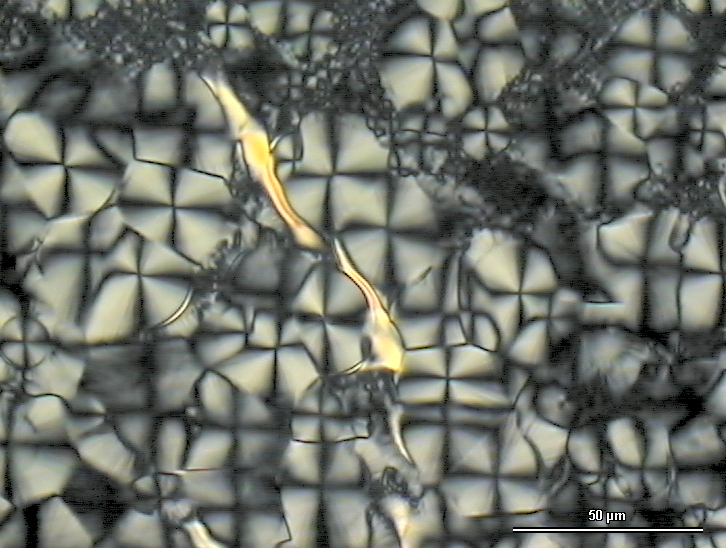
Polyamid 6.6 mit Bruchbeginn zwischen den Sphärolithstrukturen

Sphärolithe beeinflussen die thermischen Eigenschaften des Polymers (zum Beispiel Schmelzpunkt, Wärmeformbeständigkeit, Schrumpf), die mechanische Festigkeit, sowie zum Teil auch die chemische Beständigkeit und die optischen Eigenschaften.
Die kristallinen Anteile sind härter, spröder und besitzen eine höhere Dichte, während die amorphen Anteile duktiler und weniger dicht sind und die Aufgabe der Elastizität im Bauteil übernehmen. Außerdem besitzen sie einen höheren Schmelzpunkt, was zu einer besseren Wärmebeständigkeit des Bauteils führt.
Die Sphärolithe unterscheiden sich in den optischen Eigenschaften von den amorphen Bereichen. Da sie nur in seltenen Fällen deutlich kleiner als die Wellenlänge des sichtbaren Lichts sind, erscheinen teilkristalline polymere Werkstoffe in der Regel milchig bis undurchsichtig (opak).
Je nach dem Zeitpunkt, zu dem Sphärolithe zusammenstoßen, entstehen sehr feste oder auch gar keine Verbindungen, so dass die Trennflächen zwischen den Sphärolithen ausgeprägte Strukturschwachstellen bilden können. Große Sphärolithe sind also nicht wünschenswert. Man vermeidet sie durch Nukleierung und/oder Unterkühlung, so dass viele Sphärolithe gleichzeitig wachsen.
Eine Verringerung der Sphärolithgröße durch erhöhte Keimbildung führt zu einem größeren Biegemodul und einer erhöhten Fließgrenze sowie einer niedrigeren Bruchdehnung und Duktilität. Durch eine Nukleierung (höherer Anteil von Keimbildnern) wird die Wärmeformbeständigkeit erhöht.

## Nachweis
Da Sphärolithe kristalline Bereiche enthalten und damit doppelbrechend sind, lassen sie sich mit Hilfe der Polarisationsmikroskopie nachweisen. Das Erscheinungsbild ist unterschiedlich und abhängig vom verwendeten Polymer. Meist erkennt man sie anhand des typischen Musters („Malteserkreuz“), dessen dunkle Balken parallel zur Polarisationsrichtung von Polarisator und Analysator des Mikroskops ausgerichtet sind. Dreht man das Objekt, so bleibt die Orientierung des Kontrasts trotzdem in der gleichen Raumrichtung bestehen, dreht sich also nicht mit der Probe mit.
Der Sphärolithdurchmesser bezeichnet den größten Durchmesser der 3-dimensionalen Sphärolithe. Die lichtmikroskopisch nachweisbare Größe liegt zwischen 1 µm und mehreren 100 µm. Bei sehr kleinen Sphärolithen ist das oben beschriebene Muster im Mikroskop nicht mehr zu erkennen. Man erkennt nur noch eine diffuse Streuung des Lichtes.